# Embajada de Chipre en Moscú

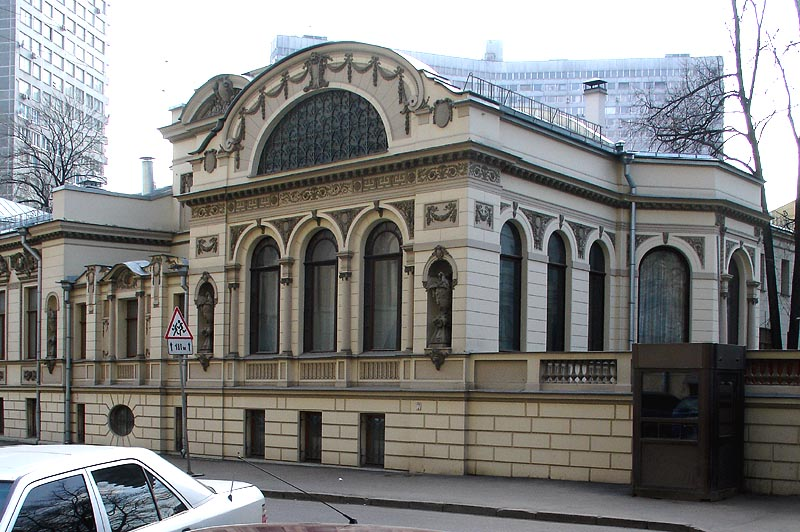
Embajada de Chipre en Moscú (2007).

La Embajada de Chipre en Moscú es la misión diplomática en la Federación Rusa. Está situada en calle Povarskaya 9 (en ruso: ул. Поварская, 9) en el distrito de Arbat de Moscú.